# Karim Adda
Karim Adda (Francia, 10 dicembre 1972) è un attore, regista e sceneggiatore francese di origini tunisine.

## Filmografia

### Attore

#### Cinema
- Assassin(s), regia di Mathieu Kassovitz (1997)
- Il était une fois dans l'Oise, regia di Christophe Morin - cortometraggio (1999)
- Grégoire Moulin contre l'humanité, regia di Artus de Penguern (2001)
- Le paravent, regia di Agathe de La Boulaye - cortometraggio (2003)
- Rien de grave, regia di Renaud Philipps - cortometraggio (2004) - voce
- Clau Clau l'oiseau, regia di Cyril Paris - cortometraggio (2004)
- Espace Détente, regia di Bruno Solo e Yvan Le Bolloc'h (2005)
- Non dirlo a nessuno (Ne le dis à personne), regia di Guillaume Canet (2006)
- Santa Closed, regia di Douglas Attal - cortometraggio (2007)
- J'ai plein de projets, regia di Karim Adda - cortometraggio (2007)
- Un château en Espagne, regia di Isabelle Doval (2007)
- Le Siffleur, regia di Philippe Lefebvre (2009)
- Mineurs 27, regia di Tristan Aurouet (2011)
- 7 uomini a mollo (Le Grand Bain), regia di Gilles Lellouche (2018)
- Grandi bugie tra amici (Nous finirons ensemble), regia di Guillaume Canet (2019)

#### Televisione
- Extrême limite - serial TV, 1 puntata (1994)
- Central nuit - serie TV, 1 episodio (2003)
- Il commissario Maigret (Maigret) - serie TV, episodio 14x2 (2004)
- Caméra Café - sitcom, 36 episodi (2002-2004)
- Alice Nevers - Professione giudice (Le juge est une femme) - serie TV, episodi 2x10 e 2x15 (2005-2006)
- Entre mère et fille - film TV (2009)

### Regista e sceneggiatore
- Boomer - cortometraggio (2001)
- J'ai plein de projets - cortometraggio (2007)
- La 17éme Marche - cortometraggio (2007)